# Canala poya
Canala poya är en spindelart som beskrevs av Gray 1992. Canala poya ingår i släktet Canala och familjen Desidae.
Artens utbredningsområde är Nya Kaledonien. Inga underarter finns listade.